# Cordylancistrus nephelion
Cordylancistrus nephelion és una espècie de peix de la família dels loricàrids i de l'ordre dels siluriformes.

## Morfologia
- Els mascles poden assolir 12,9 cm de longitud total.[4]

## Hàbitat
És un peix d'aigua dolça i de clima tropical (15 °C-20 °C).

## Distribució geogràfica
Es troba a Sud-amèrica: conca del riu Tuy a Veneçuela.